# La Plantada
La Plantada és un indret del terme municipal de Salàs de Pallars, al Pallars Jussà.
Està situat al nord mateix de Salàs de Pallars, a ponent de la carretera local que mena a Sensui, Rivert i Santa Engràcia, a l'esquerra del barranc de Fontfreda.